# Cataglyphis bombycina
Fourmi argentée du Sahara
Espèce
Synonymes
- Cataglyphis bombycinus

Cataglyphis bombycina, la Fourmi argentée du Sahara, est une espèce de fourmis de la sous-famille des formicinés.
Cette fourmi a la tête rouge (les Touaregs l'appellent « Fourmi chrétienne », sa tête semblant rougie par l'alcool). La couleur argentée de son corps est due aux nombreux poils qui le garnissent par bandes alternées et servent de bouclier thermique contre le soleil,. Elle est habile à manipuler le sable, grâce à des mandibules adaptées. 
Elle vit dans un milieu extrêmement aride. Son nid, placé à 30 cm sous la surface du sol, reste humide en permanence : si la température des sables et des rochers au sol est de 85 °C, elle n'est que de 25–30 °C au niveau de la colonie.
C'est la plus rapide des fourmis nord-africaines, pouvant courir jusqu'à 85,5 cm/s (3,1 km/h), à raison de 47 pas par seconde en posant alternativement trois pattes puis les trois autres, formant trépied à chaque pose. Sa vitesse, semblable au rythme de marche d'un être humain, correspondrait toute proportion gardée, à une vitesse d'environ 200 m/s (720 km/h) pour un coureur humain de 180 cm.
Cataglyphis bombycina se nourrit essentiellement des insectes tués par la chaleur torride (plus de 45–50 °C par moments) et par l'indice UV qui s'élève à 11 à cause du rayonnement solaire intense. Elle ne meurt que si la température de son corps dépasse 54 °C.